# Homoseksualci (CBS Reports)
"Homoseksualci" je epizoda dokumentarne televizijske serije CBS Reports iz 1967. godine. Jednosatna emisija sadržavala je raspravu o brojnim temama povezanim s homoseksualnošću i homoseksualcima. Mike Wallace vodio je epizodu koja se emitirala 7. ožujka 1967. Iako je ovo bio prvi mrežni dokumentarac koji se bavi temom homoseksualnosti, nije bio prvi na televiziji u Sjedinjenim Državama. Prethodio mu je The Rejected, produciran i emitiran 1961. godine na KQED-u, javnoj televizijskoj postaji u San Franciscu.
U tri godine, koliko je trajalo snimanje epizode, Homoseksualci su prošli dva producenta i višestruke revizije. Epizoda je uključivala intervjue s nekoliko homoseksualaca, psihijatara, pravnih stručnjaka i kulturnih kritičara, prošaranih snimkama gay bara i policijskim seksualnim ubodom. Homoseksualci su izazvali mješoviti kritički odgovor. Mreža je s nekih strana dobila pohvale, a s drugih kritike zbog čak i emitiranja programa.

## Proizvodnja
Program je prvotno predložen 1964. Prvu verziju producirao je William Peters, a produkciju je nadzirao izvršni producent Fred W. Friendly. Prihvativši zadatak, Peters je započeo svoje istraživanje čitajući knjige i savjetujući se sa stručnjacima u tom području. Peters je predložio da se program usredotoči isključivo na homoseksualce i da u drugom programu pokriva lezbijke, a Friendly se složio. Glavno snimanje odvijalo se u jesen 1964. i nastavilo se početkom 1965. Peters je intervjuirao muškarce u San Franciscu, Philadelphiji, Charlotteu i New Yorku, prikupivši 30 sati snimki. Identiteti nekoliko muškaraca bili su na neki način prikriveni, bilo u sjeni ili, u jednom slučaju, iza velike palme u saksiji. Intervjuirani su i psihijatar Charles Socarides, koji je snažno zagovarao stav da je homoseksualnost mentalni poremećaj, i kolega psihijatar Irving Bieber, koji je dijelio Socaridesovo mišljenje o homoseksualnosti kao patologiji. Prošarani ovim segmentima intervjua bili su snimci, opisani u stilu cinéma vérité, unutrašnjosti homoseksualnog bara, zajedno sa snimkama muških prostitutki koji su radili na uglu ulice i tinejdžera koji je uhićen u javnom seksualnom ubodu.
Nakon što je sastavio grubi rez, Peters je prišao Mikeu Wallaceu. Wallace je u početku bio zlovoljan, ali nakon što je pogledao program s oduševljenjem se složio. Unatoč svom entuzijazmu, Wallaceov komentar omalovažavao je homoseksualce.
Salant je pokušao zaustaviti dokumentarac, ali priče o njemu počele su se pojavljivati u spedijaliziranim medijima, dovodeći CBS u potencijalno neugodnu situaciju u slučaju da se dokumentarac ne emitira. Sredinom 1965. Salant je Petersu dao zeleno svjetlo da dovrši epizodu. Peters je surađivao s njujorškom podružnicom Mattachine Society kako bi osigurao intervjue s dva dodatna homoseksualna ispitanika, Larsom Larsonom i Jack Nichols, koji su obojica u potpunosti prihvaćali svoju seksualnost. Nichols se kasnije prisjetio svog susreta s Wallaceom:
Peters je dodao još snimaka psihijatara koji podržavaju taj model, zajedno sa scenama s konvencije homofilskih organizacija Istočne obale iz 1965. CBS je dao konačno odobrenje "Homoseksualcima" i zakazao ga za emitiranje u proljeće 1966.
Salant je kasnije izvukao epizodu iz rasporeda i dodijelio producentu Harryju Morganu da je preuredi. Prema Wallaceu, Salant je komad smatrao senzacionalističkim; međutim, CA Tripp, psiholog koji je CBS uspostavio u kontaktu sa svojim pacijentom Larsonom, tvrdio je da Salant smatra da taj komad pozitivno govori o homoseksualnosti. Morgan je ukinuo sve osim oko 10 minuta Petersove konačne verzije. CBS je smatrao da samo-prihvaćajući homoseksualci ostavljaju previše povoljan dojam, pa je Morgan uredio dva intervjua kako bi muškarci izgledali nesretnije. Prema Wallaceu, niti jedan sponzor ne bi kupovao vrijeme tijekom epizode zbog tabu teme. Komercijalne dijelove epizode popunjavala su priopćenja javnih službi za mirovni korpus i poreznu upravu.

## Pregled
Prvi ispitanik bio je homoseksualac Lars Larson, koji se pojavio neskrivenog lica i pozitivno je govorio o svojoj seksualnosti. Nakon intervjua, Wallace je dao rezultate ankete CBS News koja je utvrdila da Amerikanci homoseksualnost smatraju štetnijom za SAD od preljuba, pobačaja ili prostitucije, da je dvije trećine Amerikanaca svoju reakciju na homoseksualnost opisalo kao "gađenje, nelagodu ili strah".Svaki deseti je svoju reakciju opisao kao "mržnju ". Samo deset posto vjerovalo je da je homoseksualnost zločin, ali većina je i dalje vjerovala da bi ga trebalo kazneno sankcionirati.
Nakon ankete, drugi homoseksualac je intervjuiran na psihijatrijskom kauču, s licem skrivenim sjenom. Opisao je kako je izašao svojoj obitelji, rekavši da su se prema njemu ponašali "poput neke ranjene životinje koju će poslati veterinaru". Nakn tog čovjeka intervjuiran je još jedan homoseksualac, Jack Nichols, suosnivač ogranka društva Mattachine u Washingtonu. Lice mu nije bilo skriveno, ali je koristio lažno ime, odnosno pseudonim "Warren Adkins". Suprotstavio se komentarima prethodne teme, rekavši da je pred svojom obitelji izašao u dobi od 14 godina i, daleko od toga da su se prema njemu odnosili kao prema bolesnoj životinji, odnosili su se prema njemu s toplinom i razumijevanjem.
Nakon primjedbi Socaridesa koji je zagovarao model homoseksualnosti kao bolesti, Wallace je razgovarao o pravnim aspektima homoseksualnosti, napominjući da se Engleska priprema za dekriminalizaciju homoseksualnih činova. Savezni sudac James Braxton Craven, mlađi iz Sjeverne Karoline založio se za ponovnu ocjenu zakona Sjedinjenih Država, komentirajući: "Nije li vrijeme za preoblikovanje kaznenog zakona koji je prvi put donesen 1533. godine?" Nakon snimaka Nicholsa i suosnivača vašingtonskog ogranka Društva Mattachine Franka Kamenyja, Kameny se pod svojim pravim imenom založio za preispitivanje saveznog zakona kojim se strogo zabranjuje davanje sigurnosnih odobrenja osobama za koje se zna da su homoseksualci.
Zatim su Albert Goldman (tada profesor engleskog jezika na Sveučilištu Columbia) i autor i dramatičar Gore Vidal raspravljali o homoseksualnosti, s naglaskom na prisutnost homoseksualaca u kreativnim umjetnostima. Goldman je ustvrdio da je homoseksualnost "samo jedna od niza ... stvari koje sve teže ka subverziji, prema konačnoj eroziji naših kulturnih vrijednosti." Vidal, tvrdeći da je homoseksualnost prirodna koliko i heteroseksualnost, suprotstavio se rekavši "Sjedinjene Države proživljavaju ludi protestantski san o ljudskom ponašanju iz devetnaestog stoljeća... Mislim da je takozvano razbijanje moralnih vlakana ove zemlje jedna od najzdravijih stvari koje su se počele događati."
Wallace je završio dokumentarac intervjuem s homoseksualcem, sa suprugom i dvoje djece, koji su tvrdili da narcizam homoseksualaca onemogućava dvama muškaracima da stvore dugotrajnu ljubavnu vezu. Završavajući sat, Wallace je zaključio:
Također se razgovaralo o vjerskim stavovima prema homoseksualnosti i homoseksualnom skandalu Boise, opsežnoj istrazi navodnog "homoseksualnog podzemlja" u Boiseu (Idaho), 1955. godine.

## Vanjske poveznice
- (engl.) Thomas Kraemer blog on the TV show with NY Times review